# 阿里雅力克河
阿里雅力克河，也作阿拉亚里克河，位于中华人民共和国新疆维吾尔自治区巴音郭楞蒙古自治州且末县东南部的一条河流，是车尔臣河上游右岸支流，河名为维吾尔语意为“弯曲高坡”。发源于阿雅里克内阿塔司达坂，自东向西流，与乌鲁克苏河汇合成车尔臣河。河流全长92千米，流域面积2249平方千米。